# Парау де Вале (Горж)
Парау де Вале (рум. Pârâu de Vale) насеље је у Румунији у округу Горж у општини Годинешти. Oпштина се налази на надморској висини од 190 m.

## Становништво
Према подацима из 2002. године у насељу је живело 276 становника, од којих су сви румунске националности.